# سرزمین‌های کوهستانی ارمنستان
سرزمین کوهستانی ارمنستان یا فلات ارمنستان سرزمینی است با کوهستان‌های بلند و دژ طبیعی باشکوهی است که حصارهای آن از دشت قفقاز جنوبی گرفته تا فلاتی که امروزه به اشتباه نام فلات آناتولی نام گرفته‌است.
کلمهٔ کوهستان‌ها یا فلات ارمنستان کلمه‌ای کاملاً علمی است که از لحاظ زمین‌شناسی به مناطق خاص جغرافیایی، که دارای شرایط یکسان از لحاظ جغرافیایی و زمین‌شناسی هستند، گفته می‌شود. فلات ارمنستان از لحاظ علمی عبارت است از برجستگی‌هایی در سطح زمین که پیدایش آن‌ها معلول شرایطی خاص در آسیا بوده. این برجستگی‌ها را زمین‌شناس معروف آلمانی، اتو ویلهلم هرمان فن آبیش بلندی‌ها یا کوهستان‌های ارمنستان نامیده‌است.

## تاریخ

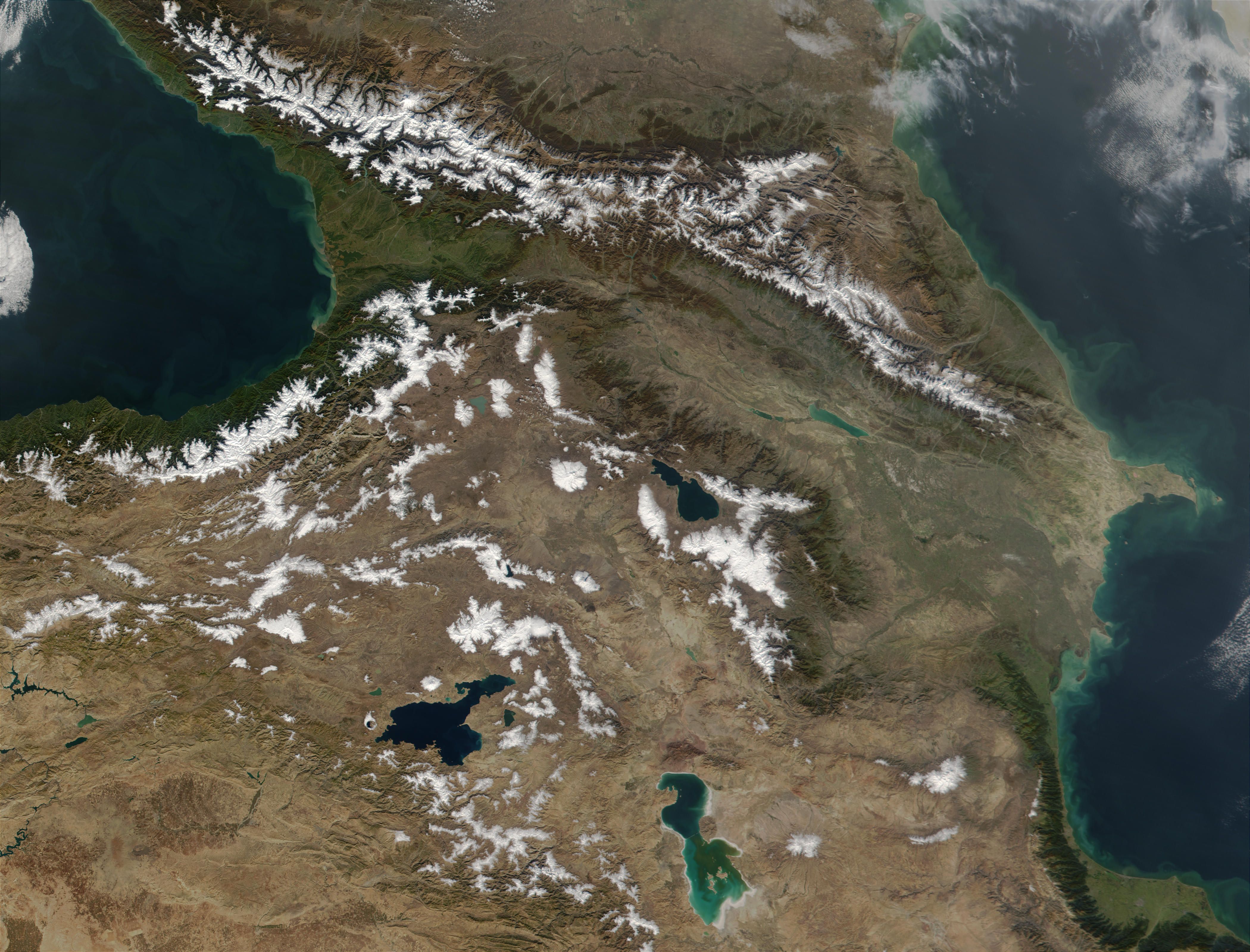
موقعیت سرزمین کوهستانی ارمنستان در نقشه

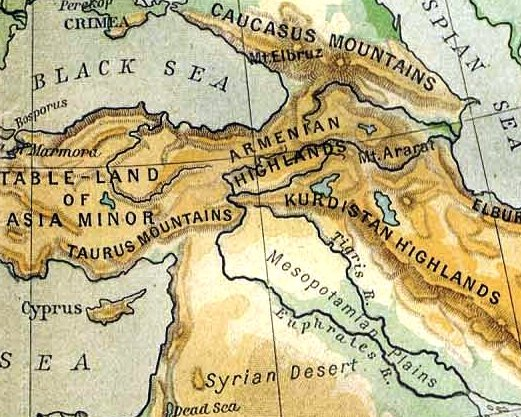
سرزمین کوهستانی ارمنستان، نقشه تهیه شده در سال ۱۹۲۳م توسط ویلیام روبرت، در کتاب اطلس تاریخی

این سرزمین مرتفع و وسیع مرکب است از چندین رشته‌کوه، که در میان آن‌ها رشته کوه پونتیک و رشته کوه‌های توروس از همه مهمترند و نیز از چندین فلات مرتفع که به صورت پشته‌های بلند و متوالی از هزار تا دو هزار متر از سطح دریا ارتفاع دارد و دره‌های عمیق آن‌ها را قطع کرده‌است که در آن‌ها رودهای بزرگی از جمله ارس و دوشاخه رود فرات و مسیر فوقانی دجله جریان دارند.

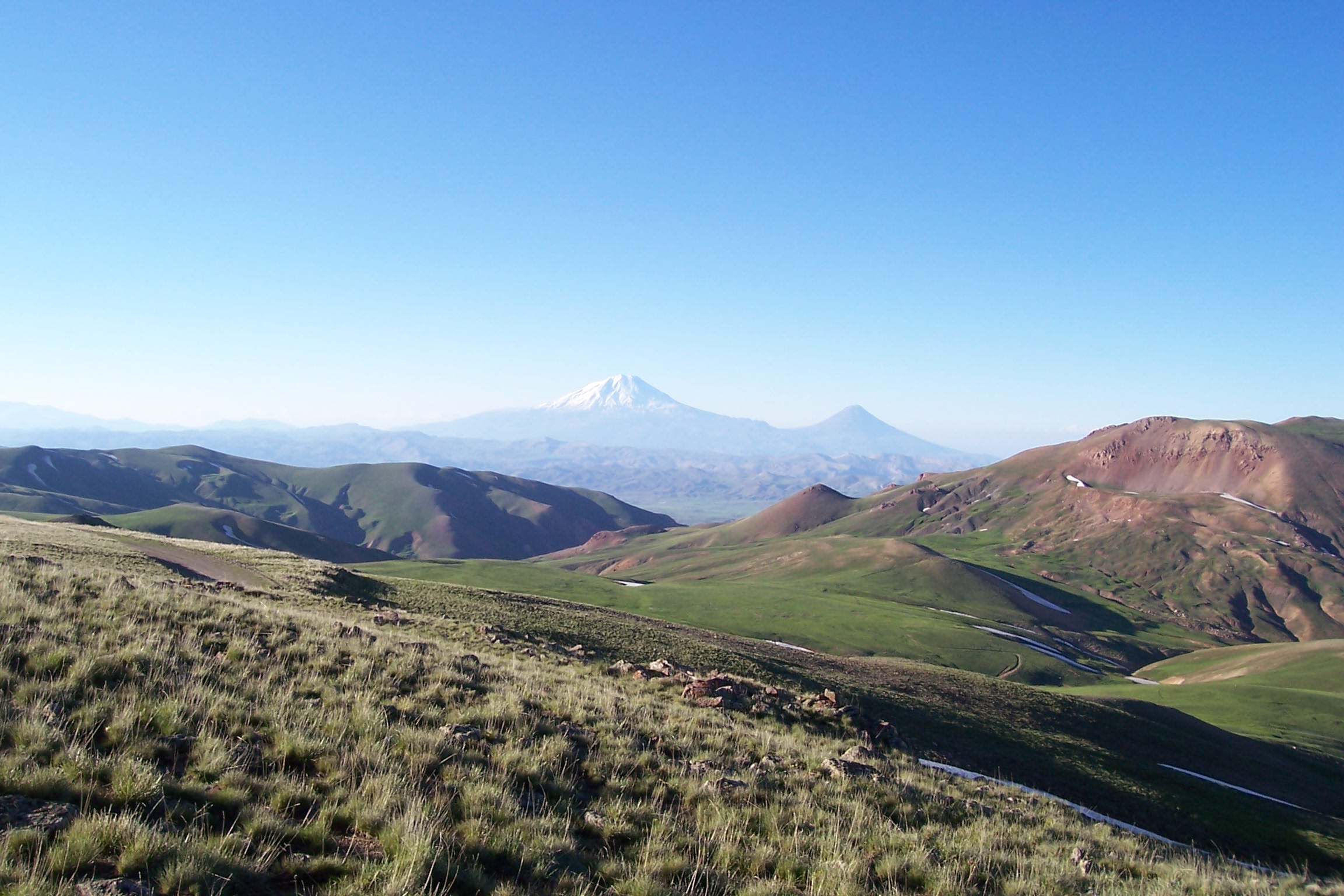
رشته کوه‌های ارمنستان در نزدیکی مرز ترکیه و ایران

از این فلاتها قله‌های آتشفشانی بلندی سربرافراشته‌اند که بلندترین آن‌ها کوه آرارات بزرگ به ارتفاع ۵۱۵۶ متر است. گرچه این سرزمین عادتاً جزو قاره آسیا شمرده شده‌است، ولی در واقع قسمتی از مرزهای اروپا است، و چنان‌که «ژنرال فن سکت» گفته‌است:
«آدم در دشت ایروان نمی‌داند در اروپا است یا در آسیا.»
ارمنستان شامل یک سلسله دشتهای پی در پی است که همه در ارتفاع زیادی از سطح دریا قرار دارند و مساحتشان محدود است ولی بسیار حاصلخیزند. ارمنستان از زمان‌های بسیار قدیم برای مرغوبیت و تنوع میوه‌هایش مشهور است و لوکولوس بود که نهال آلبالو و گیلاس و زردآلو را از ارمنستان به اروپا آورد. آب و هوای این سرزمین اصولاً بری است به‌طوری‌که هم دارای زمستانهای بسیار سرد است و هم تابستانهای بسیار گرم.

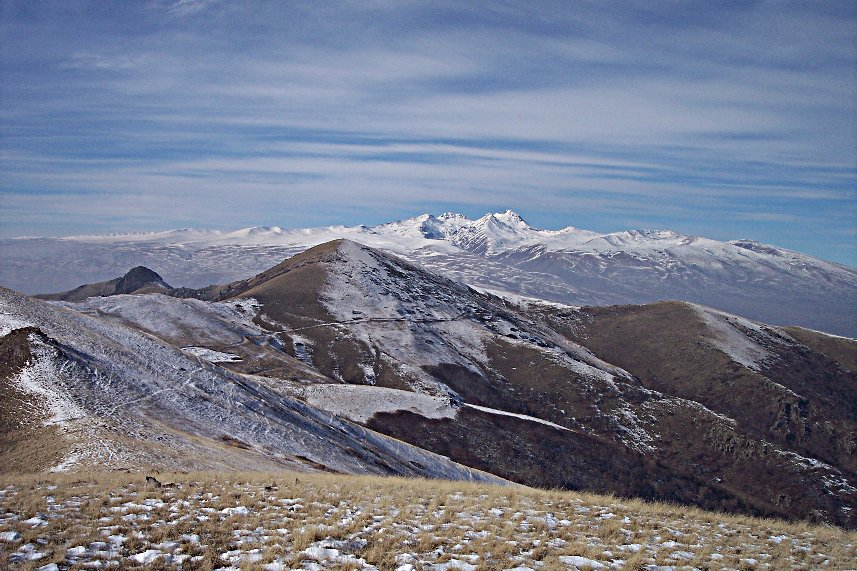
کوه آراگاتس

در میان منابع طبیعی ارمنستان در درجه اول پرورش اسب است که به صورتی بسیار خوب رواج داشت، و ارمنستان از این نظر از شهرت فوق‌العاده‌ای برخوردار بود. به گفته استرابون از زمان‌های بسیار پیشین ارمنیان از پرورندگان بزرگ اسب در مشرق زمین بوده‌اند. این اسبها اجداد همان اسبی هستند که امروزه به اسب کُردی موسوم است و از آن اسبهای کوه پیما است که در صعود از کوه‌های بلند استفاده می‌کردند.
ارمنستان که هنوز هم از لحاظ منابع معدنی غنی است در زمان‌های قدیم نیز دارای معادنی سرشار بوده و مرکز صنعت یا فلزکاری به‌شمار می‌رفته‌است.
ارمنستان در واقع در همسایگی دیوار به دیوار تمدنهای مختلفی قرار داشته‌است که با فرارسیدن زمان‌های جدید تأثیری غالب بر دنیا داشته‌است:
«نخست تمدن آشوری‌ها همسایه جنوبی ارمنستان که ارمنستان اولیه یا اورارتو ظاهراً روابط زیادی با آن داشته‌است. سپس تمدن یونان باستان که پس از فتوحات اسکندر کبیر بر سرتاسر خاورمیانه سایه انداخت. مدتی بعد، ارمنستان با تمدن رومی که مظهر آن مسیحیت قرنهای اولیه است رابطه مداوم پیدا کرد، و سرانجام دولت رم شرقی بود که با همه ضعفها و عیبهایش می‌توانیم از رسالت بزرگ و تاریخی آن به عنوان مربی خاور اسلاونژاد و خاور آسیایی چشم بپوشیم.»
پل روهرباخ می‌نویسد:
«چگونگی شکل طبیعی سرزمین ارمنستان است که محدودیت مقاومت کشور نامبرده را در طول تاریخ در برابر حملاتی که از سمت مشرق یا مغرب به او شده‌است توجیه می‌نماید. در حقیقت سرزمین ارمنستان بوسیله کوه‌ها به چند منطقه مهم و اصلی تقسیم شده‌است (مانند دره ارس، منطقه‌ای که دغوبایزید تا ارزروم گسترده‌است و منطقه دریاچه وان)، و این مناطق بسیار بزحمت می‌توانند با یکدیگر ارتباط برقرار کنند و وقتی از خارج حمله‌ای به آنان بشود نمی‌توانند همه نیروهای کشور را بسرعت در نقطه مورد تهدید متمرکز سازند.»

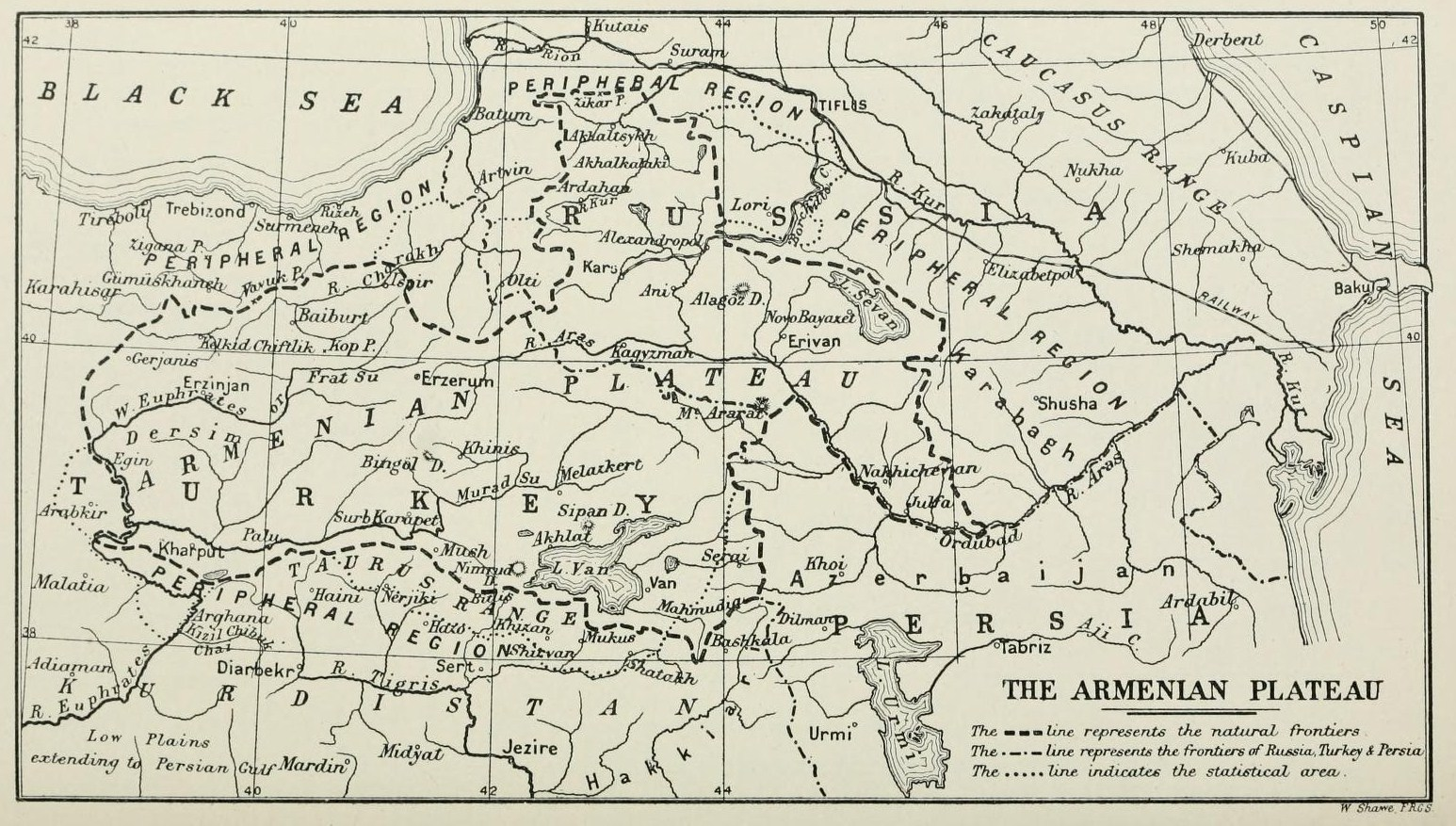
سرزمین کوهستانی ارمنستان، نقشه تهیه شده در سال ۱۹۰۱م توسط هنری لینچ، در کتاب ارمنستان، سفرها و مطالعات.

در دورانهای تسلط بیگانگان هرگز یک امپراتوری یا یک قدرت همسایه موفق نشده‌است بر تمامی فلات مرتفع ارمنستان تسلط پیدا کند. خواه به دلیل شکل طبیعی سرزمین که مساعد برای دفاع است، و خواه به سبب اهمیتی که قدرتهای دیگر هم‌مرز برای تصرف آن سرزمین قایل بوده‌اند، فاتحان ناگزیر شده‌اند قبول کنند که قسمتی از ارمنستان به صورت یک کشور مستقل یا خودمختاری باقی بماند یا آن را با همسایه دیگر تقسیم کنند.
آلفرد نیکولاس می‌نویسد:
«ارمنستان هرگز تماماً تسخیر نشده‌است، آنجا دژی است که در طی قرون و اعصار گاه گاهی تسخیر شده و باز فتح شده‌است ولی همیشه نیمه کاره و در عین حال سرزمین آنان را نیز بدل به صحنه جنگ‌های دایمی نموده‌است.»

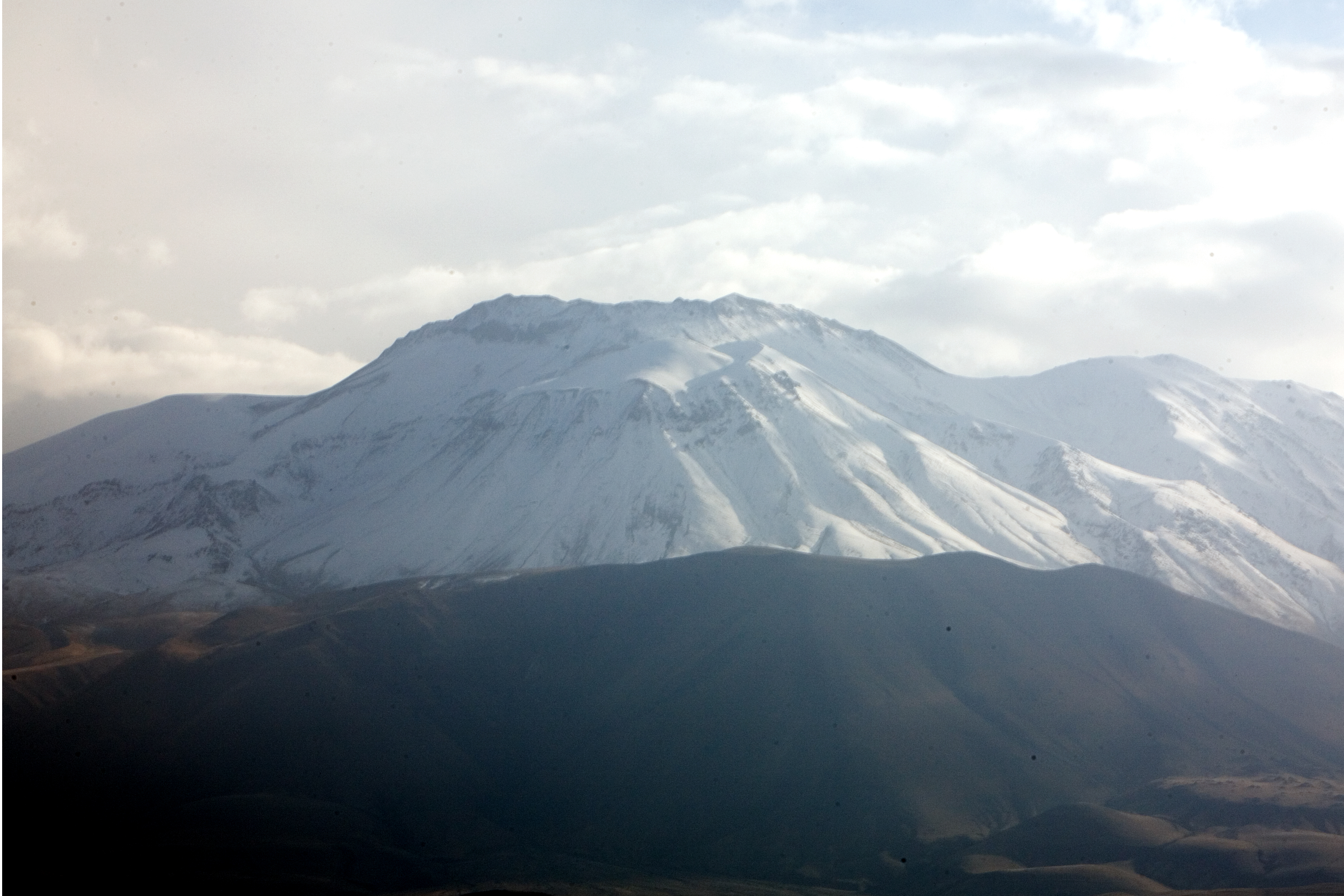
کوه سیپان نزدیکی دریاچه وان در شرق ترکیه

ارمنستان برسر راه تجارتی بسیار مهمی واقع بوده که خاوردور و آسیای مرکزی را از طریق زمینی به اروپا مربوط می‌کرده و با عبور از دریای خزر یا ایران شمالی به ترابزون منتهی می‌شده‌است. ارمنستان یکی از نقاط رابط یا به عبارتی دیگر یکی از منزلهای سر راهی راه معروف به جاده ابریشم بوده که اروپا را به خاور دور وصل می‌کرده‌است. همه این عوامل در تبدیل ارمنستان باستان و قرون وسطی به کشوری با تمدن پیشرفته که در دورانهای خاصی با مترقی‌ترین کشورهای وقت قابل مقایسه بوده‌است دخیل بوده‌اند. بر عکس این موقعیت یعنی واقع شدن ارمنستان برسر چهار راه جریانهای بزرگ اگر هم تأثیر مساعدی روی فرهنگ و تمدن آن داشته در عوض آن را بر سر راه همه حمله‌های بزرگ آسیا به جنوب شرقی اروپا نیز قرار داده‌است.
«از آنجا که ارمنستان در یکی از نقاط اتصال مهم اروپا و آسیا واقع شده‌است شاید چندان از مبادلات کالاهای بازرگانی و فکری این دو قطب استفاده نکرده که از اختلافات دو تمدنشان رنج برده‌است. وقتی غرب چه در دوران پیشروی رومیان و بیزانس یا دولتهای صلیبی، به سمت مشرق پیش می‌آمده، یا برعکس وقتی شرق در دوران کشورگشایی ایرانیان و اعراب و مغولان و ترکان به سمت غرب پیشروی می‌کرده‌است راهی که این مهاجمان اختیار می‌نموده‌اند بیشتر اوقات راه ارمنستان بوده‌است.»
از آنجا که ارمنستان در عهد باستان میان ایران و رم قرار داشت و سپس مورد نزاع بین اسلام و امپراتوری رم شرقی بود به نوبت طعمه ملتهای شرق و غرب می‌شد. در دورانهایی که کشور ارمنستان چندان قوی که دوستان خودش را خود انتخاب می‌کرد اغلب به سمت غرب گرایش می‌یافت، ولی همانگونه که ماکلر می‌نویسد:
«چون ارمنستان کاملاً نه غربی بود و نه شرقی و فرهنگ و تمدن خود را از هر دو قطب می‌گرفت از هر دوی آنان هم صدمه می‌دید.»
لیکن تنها موقعیت ارمنستان نیست که بر تاریخ آن تأثیر گذاشته بلکه شکل طبیعی آن نیز در این مورد بی تأثیر نبوده‌است. سرزمین‌های دارای کوه‌های بلند همواره کانون نژادهای جنگجو و سخت مصمم به دفاع از استقلال خود بوده‌اند.